# Aragüés del Puerto
Aragüés del Puerto là một đô thị trong tỉnh Huesca, Aragon, Tây Ban Nha. Theo điều tra dân số 2004 (INE), đô thị này có dân số là 143 người.